# United States Pacific Fleet
Die United States Pacific Fleet (USPACFLT) ist Teil der US Navy und umfasst die 3. (zentraler und östlicher Pazifik) und 7. US-Flotte (westlicher Pazifik und Indischer Ozean). Ihr Heimathafen ist die Pearl Harbor Naval Base, geleitet wird sie vom Commander Pacific Fleet (COMPACFLT) und ist in der operativen Kette dem US Indo-Pacific Command unterstellt.
Die Mannstärke beträgt über 140.000. Etwa 200 Wasserfahrzeuge gehören zu den unterstellten Einheiten. Die Luftflotte der unterstellten Einheiten besteht aus 1100 Luftfahrzeugen.

## Entstehung

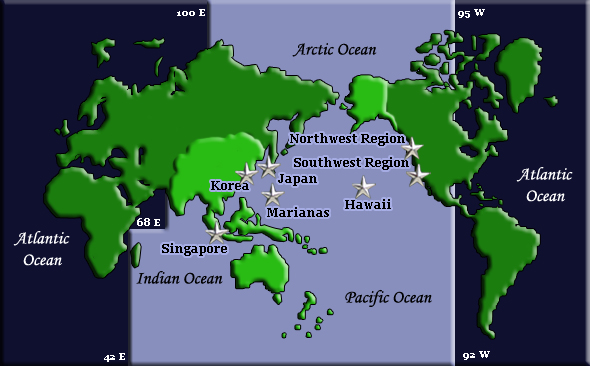
Zuständigkeitsbereich

Die US-Pazifikflotte wurde 1907 geschaffen, indem das asiatische und das pazifische Geschwader zusammengelegt wurden. 1910 wurden die Schiffe des 1. Geschwaders wieder in einer separaten Asiatischen Flotte organisiert. Der Generalbefehl vom 6. Dezember 1922 stellte die US-Flotte mit der Schlachtflotte als pazifische Militärpräsenz her.
Die moderne Erscheinung der Flotte ist bedingt durch die Aufspaltung der US-Flotte in die Atlantische und die Pazifische Flotte vor dem Zweiten Weltkrieg.
Bis Mai 1940 war die Einheit an der Westküste der Vereinigten Staaten stationiert. Im Sommer desselben Jahres wurde ihr als Antwort auf den japanischen Expansionismus befohlen, eine vorgeschobene Position in Pearl Harbor (Hawaii) einzunehmen. Der Kommandierende Admiral James O. Richardson widersetzte sich der Langzeitverlegung und protestierte sogar persönlich in Washington, D.C. Die politischen Erwägungen waren jedoch so wichtig, dass er von seinem Stellvertreter Admiral Husband E. Kimmel abgelöst wurde.
Admiral Claude C. Bloch kommandierte den lokalen Marinedistrikt von Pearl Harbor (getrennt von der Flotte) zum Zeitpunkt des japanischen Überfalls auf Pearl Harbor am 7. Dezember 1941.

## Zusammensetzung der Pazifikflotte im Mai 1941
Zum Zeitpunkt des japanischen Angriffs bestand die Flotte aus 9 Schlachtschiffen, 3 Flugzeugträgern, 12 Schweren Kreuzern, 8 Leichten Kreuzern, 50 Zerstörern, 33 Unterseebooten und 100 Bombern.

## Kommandeure

### Frühe Jahre
- Roger N. Stembel 1872; gefolgt von verschiedenen Kommandeuren
- William H. H. Southerland (1912–1913)
- Cameron McRae Winslow (13. September 1915–29. Juli 1916)
- William B. Caperton (28. Juli 1916–30. April 1919)
- Hugh Rodman (Juli 1919–1921)

### 1941 – heute

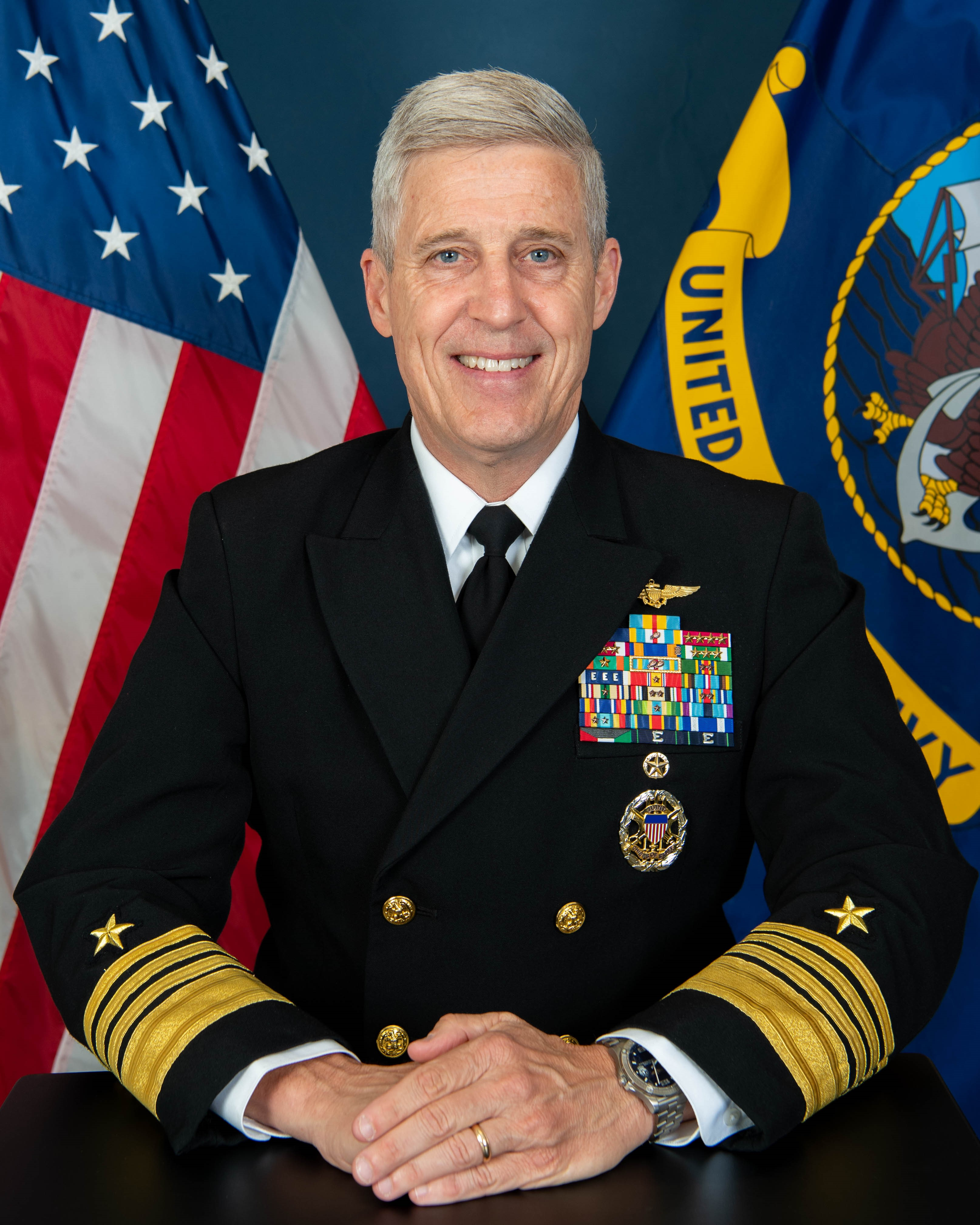
Admiral Stephen T. Koehler, 2024

| Name                                                                           | Beginn der Berufung | Ende der Berufung  |
| ------------------------------------------------------------------------------ | ------------------- | ------------------ |
| Admiral Stephen Koehler                                                        | 4. April 2024       | amtierend          |
| Admiral Samuel J. Paparo, Jr.                                                  | 5. Mai 2021         | 4. April 2024      |
| Rear Admiral Stephen T. Koehler (als Vertretung bis zum Eintreffen von Paparo) | 30. April 2021      | 5. Mai 2021        |
| Admiral John C. Aquilino                                                       | 17. Mai 2018        | 30. April 2021     |
| Admiral Scott H. Swift                                                         | 27. Mai 2015        | 17. Mai 2018       |
| Admiral Harry B. Harris, Jr.                                                   | 15. Oktober 2013    | 27. Mai 2015       |
| Admiral Cecil D. Haney (60th Commander, United States Pacific Fleet)           | 20. Januar 2012     | 15. Oktober 2013   |
| Admiral Patrick M. Walsh                                                       | 25. September 2009  | 20. Januar 2012    |
| Admiral Robert F. Willard                                                      | 8. Mai 2007         | 25. September 2009 |
| Admiral Gary Roughead                                                          | 8. April 2005       | 8. Mai 2007        |
| Admiral Walter F. Doran                                                        | 4. Mai 2002         | 8. Juli 2005       |
| Admiral Thomas B. Fargo                                                        | 8. Oktober 1999     | 4. Mai 2002        |
| Admiral Archie Clemins                                                         | 7. November 1996    | 8. Oktober 1999    |
| Admiral Ronald J. Zlatoper                                                     | 6. August 1994      | 7. November 1996   |
| Admiral Robert J. Kelly                                                        | 15. Februar 1991    | 6. August 1994     |
| Admiral Charles R. Larson                                                      | 15. Februar 1990    | 15. Februar 1991   |
| Admiral David E. Jeremiah                                                      | 30. September 1987  | 15. Februar 1990   |
| Admiral James A. Lyons, Jr.                                                    | 16. September 1985  | 30. September 1987 |
| Admiral Sylvester R. Foley                                                     | 28. Mai 1982        | 16. September 1985 |
| Admiral James D. Watkins                                                       | 31. Juli 1981       | 28. Mai 1982       |
| Admiral Donald C. Davis                                                        | 9. Mai 1978         | 31. Juli 1981      |
| Admiral Thomas B. Hayward                                                      | 12. August 1976     | 9. Mai 1978        |
| Admiral Maurice F. Weisner                                                     | 30. September 1973  | 12. August 1976    |
| Admiral Bernard A. Clarey                                                      | 5. Dezember 1970    | 30. September 1973 |
| Admiral John J. Hyland                                                         | 30. November 1967   | 5. Dezember 1970   |
| Admiral Roy L. Johnson                                                         | 30. März 1965       | 30. November 1967  |
| Admiral Thomas H. Moorer                                                       | 26. Juni 1964       | 30. März 1965      |
| Admiral Ulysses S. Grant Sharp, Jr.                                            | 30. September 1963  | 26. Juni 1964      |
| Admiral John H. Sides                                                          | 30. August 1960     | 30. September 1963 |
| Admiral Herbert G. Hopwood                                                     | 1. Februar 1958     | 30. August 1960    |
| Admiral Maurice E. Curts                                                       | 14. Januar 1958     | 1. Februar 1958    |
| Admiral Felix B. Stump*                                                        | 10. Juli 1953       | 14. Januar 1958    |
| Admiral Arthur W. Radford*                                                     | 30. April 1949      | 10. Juli 1953      |
| Admiral Dewitt C. Ramsey*                                                      | 12. Januar 1948     | 30. April 1949     |
| Admiral Louis E. Denfeld*                                                      | 28. Februar 1947    | 3. Dezember 1947   |
| Admiral John H. Towers*                                                        | 1. Februar 1946     | 28. Februar 1947   |
| Admiral Raymond A. Spruance                                                    | 24. November 1945   | 1. Februar 1946    |
| Fleet Admiral Chester W. Nimitz                                                | 31. Dezember 1941   | 24. November 1945  |
| Vice Admiral William S. Pye (als Vertretung bis zum Eintreffen von Nimitz)     | 17. Dezember 1941   | 31. Dezember 1941  |
| Admiral Husband E. Kimmel                                                      | 1. Februar 1941     | 17. Dezember 1941  |
| Admiral James O. Richardson                                                    | Januar 1940         | 1. Februar 1941    |

*Zwischen 1947 und 1958 war der Kommandeur der US-Pazifikflotte auch gleichzeitig der Kommandeur des 1947 gegründeten United States Pacific Command.